# 沈进进
沈进进（1960年—），江苏淮安人，汉族，中华人民共和国政治人物、全国人民代表大会江苏地区代表。

## 生平
毕业于南京医学院卫生系卫生专业，加入中国农工民主党。担任盐城市疾控中心主任。2008年起担任全国人大代表。2013年，被选为全国人大代表。